# Gare d’Écully-la-Demi-Lune
Gare d'Écully-la-Demi-Lune vasútállomás Franciaországban, Tassin-la-Demi-Lune településen.

## Vasútvonalak
Az állomást az alábbi vasútvonalak érintik:
- Lyon-Saint-Paul-Montbrison-vasútvonal

## Kapcsolódó állomások
A vasútállomáshoz az alábbi állomások vannak a legközelebb:
- Gare de Tassin (Gare de Sain-Bel)
- Gare de Lyon-Gorge-de-Loup (Gare de Lyon-Saint-Paul)
- Gare d’Alaï (Gare de Brignais)